# Hiller-Lockwood
 (juin 2018).
Si vous disposez d'ouvrages ou d'articles de référence ou si vous connaissez des sites web de qualité traitant du thème abordé ici, merci de compléter l'article en donnant les références utiles à sa vérifiabilité et en les liant à la section « Notes et références ».

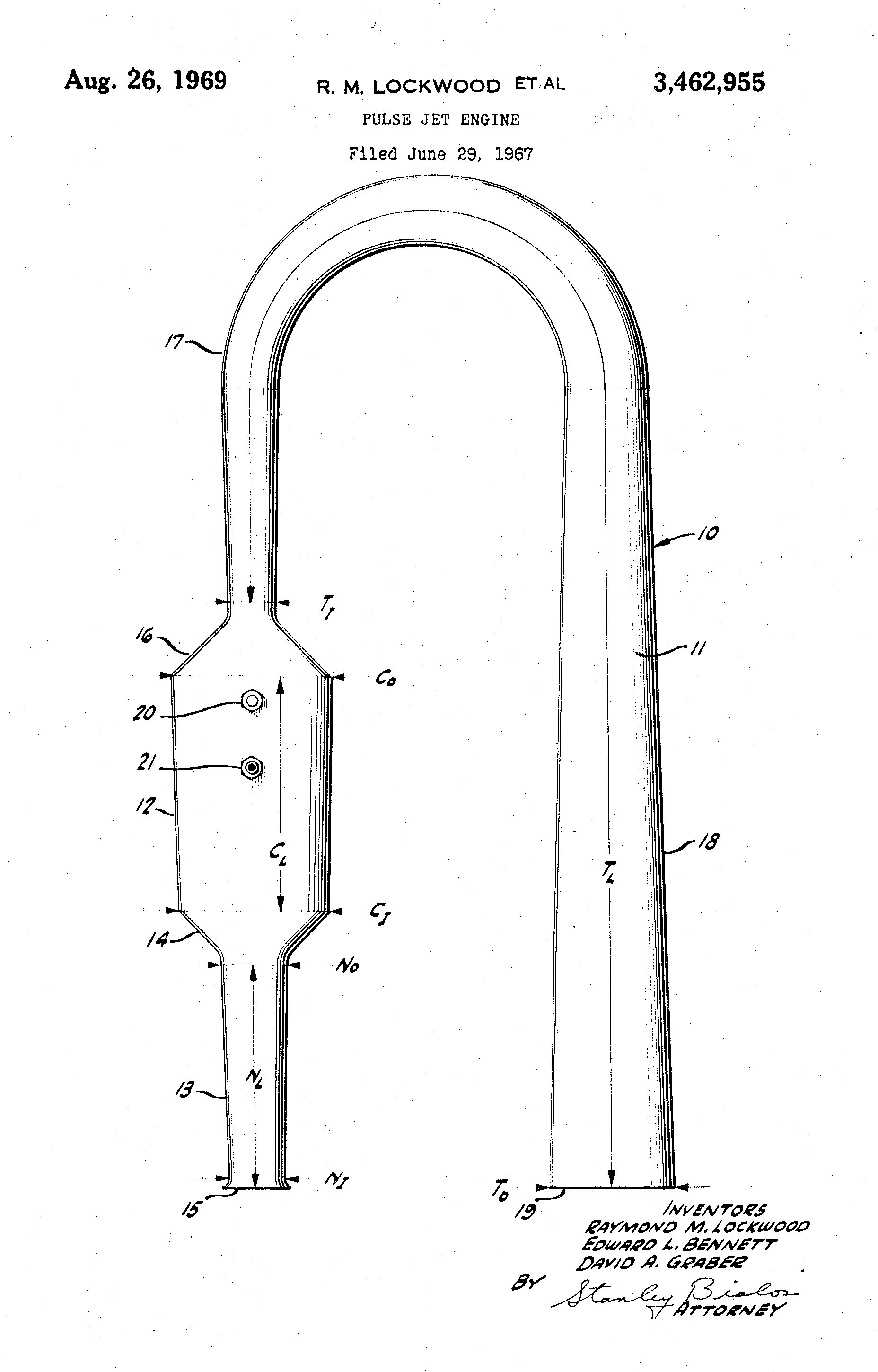
Schéma du pulsoréacteur.

Le pulsoréacteur en U de Hiller-Lockwood est un pulsoréacteur sans clapet (valveless).
Ray Lockwood l'a développé dans les années 1960, en partie au sein de Fairchild et de Hiller et en partie tout seul (le brevet de 1964 est à son nom)[réf. nécessaire]. En dépit de ses ouvertures tubulaires, il fonctionne presque purement grâce à l'effet de Kadenacy (en), montrant moins de sensibilité à la longueur de tube d'échappement que la plupart des autres pulsoréacteurs. Le mélange est produit par un mélange de gaz propane, qui est injecté par un injecteur situé sur le côté de la chambre de combustion, dans la chambre, ou sur la partie avant de la chambre. La chambre de combustion est un cylindre ouvert des deux côtés. Un tube court formant la prise d'air, tandis qu'une extrémité évasée en forme de cône sert d'échappement.